# Bremer Höhe (Wohnungsbaugenossenschaft)
Die Bremer Höhe ist eine Berliner Wohnungsbaugenossenschaft. Sie ist nach dem denkmalgeschützten Wohnensemble Bremer Höhe benannt, für deren Kauf sie gegründet wurde. Sie verfügt heute über als 700 Wohn- und Gewerbeeinheiten und knapp 1000 Mitglieder.

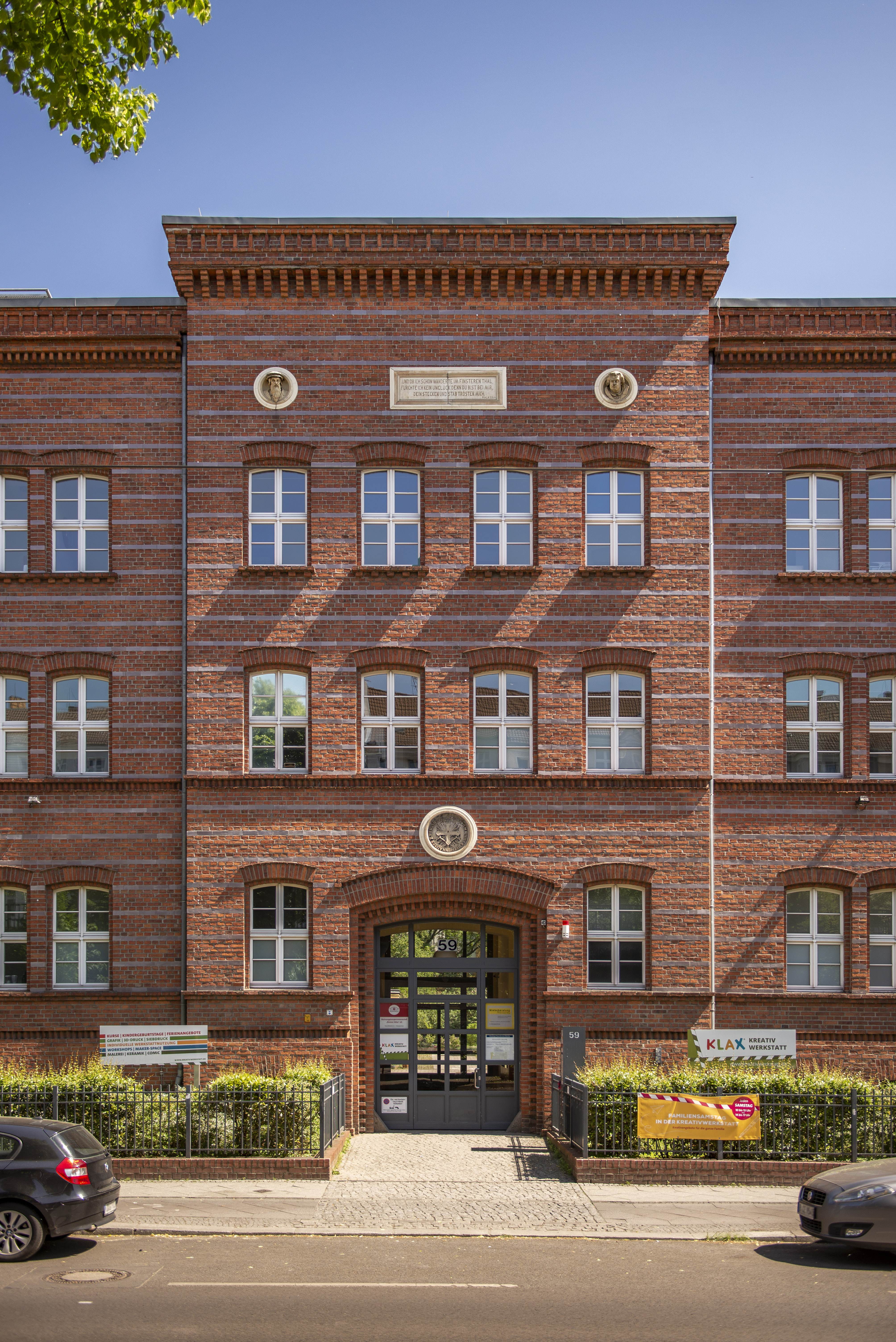
Bremer Höhe

## Geschichte
1990 wurde die Kommunale Wohnungsverwaltung, die für die Häuser der Bremer Höhe zuständig war, in die Wohnungsbaugesellschaft Prenzlauer Berg (die WIP ist heute Teil des Gewobag-Verbundes) überführt. Der auf den kommunalen Gesellschaften lastende Schuldenberg wurde seit 1994 durch Verkäufe abgebaut. Im November 1999 kam die kurzfristige Ankündigung der Privatisierung der Bremer Höhe bis zum Ende des Jahres. Unter den Mietern organisierte sich Widerstand, der zu einer Mieterversammlung am 17. November führte. Zirka 350 der 400 Mieter forderten einen Verkaufsstopp und das Erarbeiten eines Genossenschaftskonzepts. Am 17. Dezember wurden dessen ungeachtet die Häuser verkauft. Zwei Monate später, am 27. Januar 2000 wurde die Genossenschaft Bremer Höhe gegründet, die am 1. Mai 2000 anstelle des privaten Investors in den bestehenden Kaufvertrag einstieg.
Der Kauf und die anschließende Sanierung der Häuser wurde nur durch starke politische Unterstützung möglich, die bis zur Änderung von Förderrichtlinien auf Landesebene reichte. Die Bremer Höhe ist dadurch zum Modellfall für weitere Genossenschaftsgründungen geworden. Seit dem 1. Januar 2010 gehören die Wohnhäuser von Hobrechtsfelde zur Wohnungsbaugenossenschaft, die das ganze Dorf für 900.000 Euro kaufte.
Das Georg-von-Rauch-Haus, das im Dezember 1971 besetzte ehemalige Schwesternwohnheim des Bethanien-Krankenhauses an der Nord-West-Seite des Mariannenplatzes in Berlin-Kreuzberg, gehört seit 2013 zu der Genossenschaft.